# Heinz Schuster-Šewc
Heinz Schuster-Šewc, felsőszorbul Hinc Šewc (Purschwitz, 1927. február 8. – Lipcse, 2021. február 10.) német és szorb szlavista, egyetemi tanár.

## Életútja
A szlávisztika tanulmányai után doktorált és habilitált. 1964-től a szorbisztika és a szláv nyelvészet professzora, valamint a Lipcsei Egyetem Szorbisztikai Intézetének igazgatója volt. A krakkói Jagelló Egyetem díszdoktorává nyilvánította. 1988 óta a Szász Tudományos Akadémia tagja volt. Tagja volt a krakkói Lengyel Művészeti és Tudományos Akadémiának is.

## Díjai, elismerései
- Ćišinski-díj (1980)

## Publikációk
- Vergleichende historische Lautlehre der Sprache des Albin Moller, Berlin, Akademie-Verlag, 1958.
- Bibliographie der sorbischen Sprachwissenschaft, Bautzen, Domowina-Verlag, 1966.
- Sorbische Sprachdenkmäler 16. bis 18. Jahrhundert, Bautzen, Domowina-Verlag, 1967.
- Gramatika hornjoserbskeje rěče: Zwjazk. 1: Fonologija, fonetika, morfologija, Budyšin, Nakładnistwo Domowina, 1968 and 1984 (2. vyd.).
- Gramatika hornjoserbskeje rěče: Zwjazk. 2: Syntaksa, Budyšin, Nakładnistwo Domowina, 1976.
- Historisch-etymologisches Wörterbuch der ober- und niedersorbischen Sprache, Bautzen, Domowina-Verlag, 1978–1996. Bd. 1–5.
- Das Sorbische und der Stand seiner Erforschung, Berlin, Akademie-Verlag, 1991.
- Das Sorbische im slawischen Kontext, Domowina-Verlag, 2000.
- Die ältesten Drucke des Obersorbischen, Bautzen, Domowina-Verlag, 2001.

## Fordítás
- Ez a szócikk részben vagy egészben  a   Heinz Schuster-Šewc  című német Wikipédia-szócikk ezen változatának fordításán alapul.  Az eredeti cikk szerkesztőit annak laptörténete sorolja fel. Ez a jelzés csupán a megfogalmazás eredetét és a szerzői jogokat jelzi, nem szolgál a cikkben szereplő információk forrásmegjelöléseként.
- Ez a szócikk részben vagy egészben  a   Heinz Schuster-Šewc  című angol Wikipédia-szócikk ezen változatának fordításán alapul.  Az eredeti cikk szerkesztőit annak laptörténete sorolja fel. Ez a jelzés csupán a megfogalmazás eredetét és a szerzői jogokat jelzi, nem szolgál a cikkben szereplő információk forrásmegjelöléseként.